# 今泉勝義
今泉 勝義（いまいずみ かつよし、1926年1月2日 - 2009年10月31日 ）は、東京都出身のプロ野球選手（遊撃手、外野手）。

## 来歴・人物
旧制日本大学第三中学校在学中に、1940年夏の甲子園に出場し、チームをベスト8に導く活躍を見せた。当時の監督に藤田省三（のち近鉄初代監督）、チームメイトに、坂本茂（のち巨人などでプレー）がいた。
中学卒業後の1944年に巨人に入団。4月29日の阪急戦（甲子園球場）で9番・遊撃手として先発出場した。しかしプロの壁は厚く、この試合を含め2試合にしか出場できず、ヒットを打つこともできなかった。終戦後の1946年に沢村栄治（1943年に現役引退。翌1944年に台湾沖で戦死）の後を引き継ぎ、背番号14を付けた。しかし、出場機会はなく6月3日までに退団した。中学時代のチームメイトだった坂本茂が今泉の後を受けて、背番号14を着用。巨人軍で最後に背番号14を着用した選手になった（翌1947年7月9日、日本プロ野球初の永久欠番となった）。
巨人退団後は、社会人野球のいすゞ自動車と山形ハッピーでプレーした。山形ハッピー在籍中、1950年の都市対抗野球に出場している。

## 詳細情報

### 年度別打撃成績
| 年 度     | 球 団     | 試 合 | 打 席 | 打 数 | 得 点 | 安 打 | 二 塁 打 | 三 塁 打 | 本 塁 打 | 塁 打 | 打 点 | 盗 塁 | 盗 塁 死 | 犠 打 | 犠 飛 | 四 球 | 敬 遠 | 死 球 | 三 振 | 併 殺 打 | 打 率 | 出 塁 率 | 長 打 率 | O P S |
| --------- | --------- | ----- | ----- | ----- | ----- | ----- | -------- | -------- | -------- | ----- | ----- | ----- | -------- | ----- | ----- | ----- | ----- | ----- | ----- | -------- | ----- | -------- | -------- | ----- |
| 1944      | 巨人      | 2     | 3     | 3     | 0     | 0     | 0        | 0        | 0        | 0     | 0     | 0     | --       | 0     | --    | 0     | --    | 0     | 2     | --       | .000  | .000     | .000     | .000  |
| 通算：1年 | 通算：1年 | 2     | 3     | 3     | 0     | 0     | 0        | 0        | 0        | 0     | 0     | 0     | --       | 0     | --    | 0     | --    | 0     | 2     | --       | .000  | .000     | .000     | .000  |

### 背番号
- 14 （1946年）

※1944年は、全球団で背番号なし。